# Berufsförderungswerk Bad Wildbad
Das Berufsförderungswerk Bad Wildbad ist eine gemeinnützige überregionale Einrichtung in der beruflichen Rehabilitation behinderter Menschen mit körperlichen, neurologischen oder psychischen Einschränkungen in Bad Wildbad. Träger der Berufsförderungswerk Bad Wildbad gGmbH ist die Josefs-Gesellschaft (JG-Gruppe) in Köln mit bundesweit 17 Einrichtungen.

## Geschichte
Bereits 1956 wurde mit einer Modelleinrichtung für Querschnittgelähmte der Grundstein für das heutige Berufsförderungswerk Bad Wildbad gelegt. Nach Beendigung des Zweiten Weltkrieges blieben vor allem Querschnittgelähmte in Bad Wildbad. So entstand in den 1950er Jahren eine Mustersiedlung für Rollstuhlfahrer. Aus dieser Mustersiedlung entstand das Berufsförderungswerk Bad Wildbad. Dort finden Menschen, welche behinderungsbedingt ihre bisherige Tätigkeit nicht mehr ausüben können, eine neue berufliche Perspektive im Rahmen von Umschulungen, Qualifizierungen oder Integrationsbegleitung. Bis zum Jahr 2004 war das BFW Bad Wildbad in der Trägerschaft des Caritasverbandes Rottenburg-Stuttgart.
Markenzeichen ist die Kombination aus beruflicher und medizinischer Rehabilitation unter einem Dach mit der Heinrich-Sommer-Klinik für Querschnittgelähmte sowie eigener Fahrschule.
In über 15 Berufen (u. a. Fachangestellter für Medien und Informationsdienste, Kosmetiker oder Goldschmied) eröffnen sich Integrationsperspektiven.